# Alfred Uhry
Alfred Fox Uhry, né le 3 décembre 1936 à Atlanta, est un dramaturge, scénariste et écrivain américain. Il est l'un des rares auteurs américains à avoir reçu les trois plus prestigieuses récompenses américaines : l'Oscar du cinéma, le prix Pulitzer, et le Tony Award.

## Jeunesse et études
Uhry est diplômé de l'université Brown. Pendant ses premières années, à New York, passées à apprendre l'art de l'écriture dramatique, Uhry reçoit une aide financière de Frank Loesser ; devenu célèbre, Uhry rappellera toujours combien l'aide et les encouragements de Loesser lui furent précieuses. Les premières œuvres de Uhry pour la scène sont des pièces de comédies musicales qui ne remportent pas un grand succès, comme America's Sweetheart à propos d'Al Capone et un remake de Little Johnny Jones joué par Donny Osmond. Sa première collaboration avec Robert Waldman est la désastreuse comédie musicale de 1968, Here's Where I Belong, qui ne tiendra l'affiche qu'une seule journée. Ils obtiennent par contre un succès considérable avec The Robber Bridegroom, qui est monté à Broadway en 1975 et 1976, qui fait une tournée nationale et vaut à Uhry sa première nomination pour un Tony Award.

## La trilogie d'Atlanta
Driving Miss Daisy (1987) est le premier volet de ce que l'on nommera sa « trilogie d'Atlanta », qui se déroule durant la première moitié du XXe siècle. Produite dans une petite salle de Broadway, le Playwrights Horizons, la pièce lui vaut le prix Pulitzer. L'histoire raconte les relations entre une femme juive âgée et son chauffeur noir. Uhry en fera une adaptation cinématographique qui sortira en 1989, dont les vedettes seront Jessica Tandy et Morgan Freeman, cette adaptation recevra l'Oscar du meilleur film en 1989.
Le second volet de la trilogie, The Last Night of Ballyhoo (1996), débute en 1939 lors de la première de  Autant en emporte le vent. Il met en scène une famille juive pendant un grand évènement. Il était une commande de la Cultural Olympiad d'Atlanta lors des Jeux olympiques de 1996, il recevra un Tony Award lors de son passage à Broadway.
Le troisième volet est une comédie musicale de 1998, Parade, relatant le lynchage, en 1913, d'un chef d'entreprise juif, Leo Frank. Le livret lui vaudra un nouveau Tony Award.